# Megatoma giffardi
Megatoma giffardi är en skalbaggsart som först beskrevs av Blaisdell 1927.  Megatoma giffardi ingår i släktet Megatoma och familjen ängrar. Inga underarter finns listade i Catalogue of Life.

## Bildgalleri

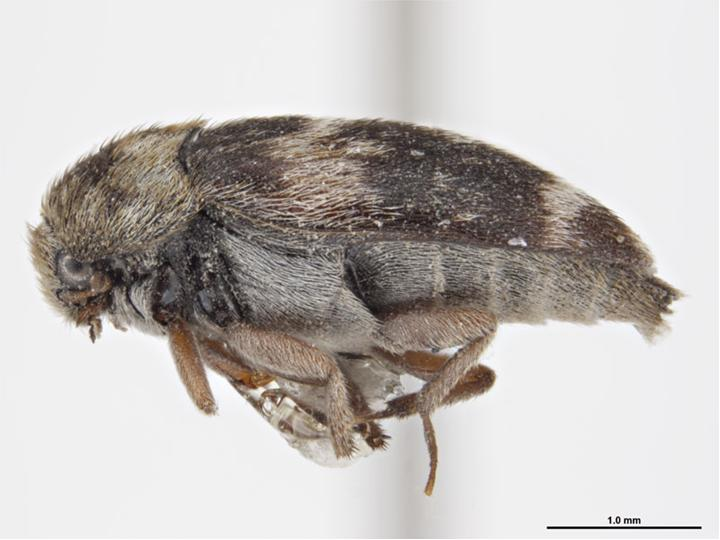